# Comedy Central News
Comedy Central News (afgekort CCN) is een satirisch programma dat het nieuws als onderwerp heeft en werd uitgezonden op de zender Comedy Central. In het programma werd het Nederlandse nieuws gebracht op een typisch Amerikaanse manier, gepresenteerd door Amerikanen. Dit gebeurt onder het motto "Because Dutch News Is News Too" (omdat Nederlands nieuws ook nieuws is). Het programma werd gemaakt door de komieken van Boom Chicago en de presentatie lag in handen van Greg Shapiro.

## Opzet
Greg Shapiro gaat samen met de verslaggevers van Boom Chicago op zoek naar het laatste nieuws uit Nederland en de rest van de wereld, en zij doen dat op de Amerikaanse manier. Zo zeggen zij ongeremd alles wat ze denken: bijvoorbeeld dat een moslim soms een terrorist is of een man in een rolstoel soms een naar mens is.
In het tweede seizoen werd een aantal veranderingen doorgevoerd. Zo is er een andere achtergrond te zien, duurt een aflevering twee keer zo lang als in het eerste seizoen, werd het programma nog maar één keer per week uitgezonden en gaat Lauren Flans niet in elke aflevering meer de straat op. Ook hebben de afleveringen geen titel meer.

## Poolse versie
Er bestaat ook een Poolse versie van het programma, uitgezonden op Comedy Central Polen.

## Afleveringen

### Seizoen 1 (2007)
| Nr. | Titel aflevering     | Uitzenddatum |
| --- | -------------------- | ------------ |
| 1   | Americans Screw-Ups  | 3 september  |
| 2   | Manly Greg Shapiro   | 4 september  |
| 3   | Zombie Saddam        | 5 september  |
| 4   | KPN                  | 6 september  |
| 5   | Zeus                 | 7 september  |
| 6   | Cigarette Freedom    | 10 september |
| 7   | 9/11                 | 11 september |
| 8   | Teeth out            | 12 september |
| 9   | Laugh Track          | 13 september |
| 10  | Spiders              | 14 september |
| 11  | Innuendo             | 17 september |
| 12  | Sex Bomb             | 18 september |
| 13  | Ratings              | 19 september |
| 14  | Exile                | 21 september |
| 15  | Conspiracy           | 21 september |
| 16  | Face Kick            | 24 september |
| 17  | Heckler              | 25 september |
| 18  | Sign Language        | 26 september |
| 19  | Denial               | 27 september |
| 20  | Denial               | 28 september |
| 21  | MR. USA              | 1 oktober    |
| 22  | Party at Greg's      | 2 oktober    |
| 23  | Phone Cam            | 3 oktober    |
| 24  | 112 is a joke        | 4 oktober    |
| 25  | Part Time            | 5 oktober    |
| 26  | Illiterate           | 8 oktober    |
| 27  | CCN Russia           | 9 oktober    |
| 28  | National Anthems     | 10 oktober   |
| 29  | Second Banana        | 11 oktober   |
| 30  | Gangster             | 12 oktober   |
| 31  | Explosions           | 15 oktober   |
| 32  | Robots               | 16 oktober   |
| 33  | Al Gore us           | 17 oktober   |
| 34  | Welcome Offensive    | 18 oktober   |
| 35  | Music Bat            | 19 oktober   |
| 36  | Camera Pet           | 22 oktober   |
| 37  | Silly String         | 23 oktober   |
| 38  | Unemployment         | 24 oktober   |
| 39  | Magic                | 25 oktober   |
| 40  | Slotervaart          | 26 oktober   |
| 41  | USA Show             | 29 oktober   |
| 42  | Dutch Politics Show  | 30 oktober   |
| 43  | Desk Show            | 31 oktober   |
| 44  | Fireside Show        | 1 november   |
| 45  | Rants Show           | 2 november   |
| 46  | Incompetence         | 5 november   |
| 47  | TI-MING!             | 6 november   |
| 48  | Emergy Rules         | 7 november   |
| 49  | Sausage Party        | 8 november   |
| 50  | German Gold Diggers  | 9 november   |
| 51  | Lame Records         | 12 november  |
| 52  | Why Dictatorship     | 13 november  |
| 53  | Racism               | 14 november  |
| 54  | Belgium Haters       | 15 november  |
| 55  | Zwarte Piet          | 16 november  |
| 56  | Jeezy Creezy         | 19 november  |
| 57  | Ahmadinedjad         | 20 november  |
| 58  | Redundancy           | 21 november  |
| 59  | Thanksgiving         | 22 november  |
| 60  | Slow News Day        | 23 november  |
| 61  | Eat Your Sprouts     | 26 november  |
| 62  | 2011!                | 27 november  |
| 63  | Onbekend             | 28 november  |
| 64  | Frozen               | 29 november  |
| 65  | Teddy Bear Mohammed  | 30 november  |
| 66  | Quiet Riot           | 3 december   |
| 67  | Corrections          | 4 december   |
| 68  | Sinterklaas AIDS Day | 5 december   |
| 69  | Internet Porn        | 6 december   |
| 70  | Holy Santa           | 7 december   |
| 71  | Driving Miss Osama   | 10 december  |
| 72  | That's Entertainment | 11 december  |
| 73  | Freaky Friday        | 12 december  |
| 74  | Torture Bloopers     | 13 december  |
| 75  | Bye                  | 14 december  |

### Seizoen 2 (25 april 2008 - 13 juni 2008)
| #  | Uitzenddatum |
| -- | ------------ |
| 76 | 25 april     |
| 77 | 2 mei        |
| 78 | 9 mei        |
| 79 | 16 mei       |
| 80 | 23 mei       |
| 81 | 30 mei       |
| 82 | 6 juni       |
| 83 | 13 juni      |